# Gedichtinterpretation
Als Gedichtinterpretation im weiteren Sinne lässt sich jede systematische, verstehensorientierte Beschäftigung mit lyrischen Texten bezeichnen. Eine bedeutende Sammlung von Gedichtinterpretationen deutschsprachiger Autoren ist die Frankfurter Anthologie.

## Ziel und Ansatzpunkte
Ziel der Gedichtinterpretation ist es in der Regel, den ästhetischen und kognitiven Gehalt eines Gedichts oder lyrischen Textes/Textfragments aus seinen formalen und stilistischen Eigenschaften unter Rückgriff auf Hintergrundwissen über den Autor, das intendierte Publikum und die geschichtliche Einbettung zu erschließen. Das Verfahren zur Gedichtinterpretation gibt es nicht; man ist sich heute vielmehr einig darüber, dass verschiedene Interpretationsansätze legitim sind und gleichberechtigt nebeneinander stehen. 

## Interpretationsansätze (Beispiele)
Zum Beispiel gibt es 
- produktionsorientierte Interpretationsansätze: sie führen Textmerkmale auf biografische und individualpsychologische Aspekte des Verfassers oder auf historische und politische Faktoren zurück, d. h. auf die Umstände der Textproduktion.
- werkimmanente Interpretationsansätze: sie betrachten das Kunstwerk als autonom und seinen Produktionsumständen enthoben. Zentral hierbei ist die ästhetische Wirkung des Textes, die den (abstrakt und idealisiert verstandenen) Leser affiziert. Hintergrundwissen über den Autor oder die Zeitumstände des Werkes spielt dabei allenfalls als Korrektiv eine Rolle; es wird jedoch nicht als konstitutiv für eine erfolgreiche Interpretation angesehen.
- wirkungsorientierte Ansätze: sie machen entweder die rezeptionsgeschichtliche Wirkung des Werkes zum Ausgangspunkt der Interpretation oder rücken die Vielzahl von Deutungsmöglichkeiten rezeptionsästhetisch in den Mittelpunkt.
- induktiver Ansatz: geht von den kleinsten Beobachtungen aus und erweitert sich allmählich zum Ganzen
- deduktiver Ansatz: man stellt Behauptungen, Vermutungen und Thesen zum Gesamtgedicht auf und belegt oder verwirft sie mittels Beispielen[1]